# Thun
Thun là một đô thị trong huyện Thun, bang Bern, Thụy Sĩ. Đô thị này có diện tích 21,6 km², dân số thời điểm tháng 12 năm 2009 là 90.000 người.